# Cirrhitops
Cirrhitops és un gènere de peixos pertanyent a la família dels cirrítids.

## Taxonomia
- Cirrhitops fasciatus (Bennett, 1828)[2]
- Cirrhitops hubbardi (Schultz, 1943)[3]
- Cirrhitops mascarenensis (Randall & Schultz, 2008)[4][5][6][7][8][9][10]